# Nigel Coates
Nigel Coates (né le 2 mars 1949 à Malvern, dans le Worcestershire, Angleterre) est un architecte anglais contemporain de renommée internationale.

## Biographie
Architecte, designer et artiste, Nigel Coates, est mondialement connu, notamment grâce à ses nombreuses expositions et à sa participation aux biennales de Venise. Nigel Coates est né en Grande-Bretagne le 2 mars 1949. Il y a grandi dans la ville de Malvern dans le Worcestershire et a suivi des études primaires au Château de Hanley. Il a ensuite étudié à l’université de Nottingham de 1968 à 1971. De 1972 à 1974, il étudie l’architecture à l'Architectural Association School of Architecture et obtient son diplôme brillamment. De 1976 à 1986, Nigel Coates a enseigné à l'Association Architecturale et a été professeur d’architecture à l'Université des arts de Londres (the Royal College of Art).De 1979 1989, il est Directeur de l'Unit 10 à l'A.A.
Nigel Coates fonde en 1983, le groupe NAT0 (Narrative Architecture Today) avec Catrina Beevor, Martin Benson, Peter Fleissig, Robert Mull, Christina Norton, Mark Prizeman, Melanie Sainsbury et Carlos Villanueva. Ce groupe d’architectes tente de répondre positivement à la complexité de la nouvelle société post-industrielle, post-moderne. Il publie la même année la première revue NAT0. En  1985, il fonde Branson Coates Architecture avec Doug Branson, ce qui marquera un tournant dans sa carrière. Il est nommé en 1995 Professeur de Design à l’Université des arts de Londres, où il avait enseigné quelques années auparavant. En 2006, il établit son propre studio d'architecture et de design, situé à South Kensington au Royaume-Uni.
Nigel Coates acquiert sa notoriété d’architecte de renommée internationale en 1984, avec la publication de son magazine l'OTAN (l'Architecture Narrative Aujourd'hui). Ce manifeste n'avait pas pour but de proposer un nouveau concept, mais plutôt une refonte de ce qui existait déjà, en mettant en lumière les contrastes et les contradictions de la vie moderne, de manière à allier les principes locaux avec les nouvelles technologies. Leur travail iconoclaste mais très tributaire du contexte a été exprimé à travers des dessins vigoureux et parfois violents, ce qui a eu un effet incendiaire sur l’ensemble de la communauté architecturale de l’époque. À la fin des années 90, Nigel Coates est considéré comme l'un des théoriciens les plus originaux d'architecture en Grande-Bretagne. Son travail a été comparé avec celui de Tom Dixon et Ron Arad.
Nigel Coates a réalisé  un grand nombre d’expositions, basées sur l’architecture d’intérieur et le design, situées majoritairement, au Royaume-Uni et en Europe. Certaines expositions seront connues et reconnues dans le monde entier, c’est le cas notamment, de l'exposition the Living Bridges exhibition à l'Académie royale des arts (1996), le Pavillon britannique à l'Expo '98 à Lisbonne, la Body zone au Dôme du Millénaire de Londres, l’exposition Ecstacity au Pavillon britannique pour la biennale de Venise de 2000, Mixtacity à la Tate Modern et son installation Hypnerotosphere à la biennale de Venise de 2008 (en collaboration avec le cinéaste John Maybury).

## Le corps comme métaphore de l'architecture...
La théorie architecturale de Nigel Coates se fonde sur le corps humain comme métaphore de l'architecture. Un des ouvrages qui caractérise le mieux cette pensée, est la Body zone au Dôme du Millénaire (2000), une représentation physique du corps humain qui devient architecture. En effet, la figure à l’intérieur du Dôme du Millénaire est une représentation extrême du corps humain et apparaît comme tel. Dans beaucoup d’autres ouvrages, le corps influence l’architecture. Selon lui, le modernisme et l’architecture du vingtième siècle ont souvent créé un vide entre la façon dont les personnes utilisent le corps et le considèrent et ce qui a été produit et la manière dont cela a été fait. Nigel Coates a fait beaucoup d’expériences avec le corps à l’intérieur du Dôme. La Body zone a permis d’expérimenter la technologie numérique dans l’architecture et de créer de grandes représentations du corps humain. En effet, il y a eu un échange constant entre le processus artistique conventionnel et celui numérique. « A casa nel mondo moderno », exposée à la dernière[Quand ?] Biennale d’Architecture de Venise, est la dernière expérience de Nigel Coates, dans la recherche du rapport entre le corps humain et l’architecture, et est donc une synthèse de sa théorie. Un des objectifs de cet ouvrage était d’explorer le rapport entre le mouvement des corps en chair et en os, l'ameublement comme corps et comme paysage et une idée libre et extravagante de l'architecture. Il y a donc une espèce d'inversion et de perversion de ces différents moyens dans l'ouvrage.

## Prix et récompenses
- 1978 : Bourse d'études du gouvernement italien à l'Université de Rome ;
- 1990 : Il obtient le prix japonais Inter-Design pour l'apport aux villes japonaises avec le travail architectural ;
- 1992 : Chartered Society of Designers, ouvrages sélectionnés pour le Jigsaw Shop, Brompton Road, (design environnemental), chaise Tongue pour SCP et vase Choker pour SCP, (design de produit) ;
- 1997 : Pour la réalisation de Powerhouse:uk, Nigel Coates remporte en octobre 1997, le concours pour une structure temporaire de 1 200 m2 devant accueillir une exposition qui a eu lieu parallèlement au sommet londonien ASEM II ;
- 1998 : Oyster House il s'adjuge le prix de 10 000 £ au concours Concept House pour le projet d'une habitation résidentielle réalisée à l'exposition Ideal Home 1998 de Londres (mars/avril) ;
- 2006 : Prix Home and Garden Classic Design Award dans la catégorie Lighting pour le projet de l'applique Fiorella pour Slamp ;

## Réalisations

### Principales réalisations
- 1986 : Jasper Conran Shop, Londres.
- 1986 : Le Caffé Bongo, Tokyo.
- 1987 : Silver Jewellery Shop, Londres.
- 1989 : Jasper Conran Shop, Tokyo.
- 1989 : Hôtel Otaru Marittimo, Otaru, Japon.
- 1990 : the Wall, Tokyo.
- 1990 : Hamnett Active, Tokyo, Japon.
- 1990 : le Nishi Azubu Wall, Tokyo.
- 1991 : Taxim, Nightpark,Istanbul.
- 1991 : Jigsaw Shop, Brompton Road, Londres.
- 1993 : Restaurants Nautilus et La Forêt, Aéroport Schiphol, Amsterdam, Pays-Bas.
- 1993 : Penrose Institute of Arts, Tokyo.
- 1993 : Art Silo, Gallery Building, Tokyo.
- 1993 : Sensations Parfumerie, Liberty, Londres.
- 1994 : Jigsaw Menswear Shop, King's Road Londres, Angleterre.
- 1995 : Jigsaw in Tokyo II, Tokyo.
- 1995 : Jigsaw Shop, King Street Manchester, Angleterre.
- 1996 : 3 Jigsaw Shops, Japon.
- 1996 : Le Bohemia Jazz Club, Tokyo.
- 1996 : Living Bridges  exposition, Royal Academy of Arts, Londres.
- 1997 : The Power of Erotic Design, The Design Museum, Londres.
- 1996-1998 : le National Centre for Popular Music de Sheffield, Angleterre.
- 1998 : Powerhouse:k, Royaume-Uni.
- 1998 : Plan stratégique pour Christie's, King Street, Londres.
- 1998: Moshi Moshi Sushi, nouveau restaurant à Canary Wharf, Londres.
- 2000 : Le Body Zone au Millennium Dome, Londres, Angleterre.
- 2001 : Restaurant Keyfhan, Istanbul.
- 2005 : Restructuration de Villa Panna, Toscane, Italie.
- 2006 : Charles Fish bijouterie, Londres.

Rick Poynor, Nigel Coates: The City in Motion, Fourth Estate, 1989

### Principales expositions
- 1979 : Nightlives of the Artists, Galerie Zona, Florence.
- 1984 : ArkAlbion, Architectural Association, Londres.
- 1992 : Ecstacity, Architectural Association, Londres et Ecstacity, Fondation pour l'Architecture, Bruxelles.
- 1998 : Oyster House ; Ideal Homes.
- 2009 : Creatures, Corona et Pacis, au salon de Milan.

### Meubles et autres objets
- 1986 : Collections Metropole et Jazz, Rockstone, Tokyo, Japon.
- 1988 : Mannequin femme, mannequins He-Man et She-Woman, Omniate Ltd, Londres.
- 1989 : Collection de meubles Gallo, Poltronova, Milan, Italie.
- 1990 : Collection de tapis, V'soske Joyce, Irlande.
- 1991 : Chaises Taxim, Bros's, Italie.
- 1992 : Armoire Delfino, Arredaesse, Milan, Italie.
- 1993 : Collection Ff-furniture, Alterego, Milan, Italie.
- 1994 : La collection Nigel Coates de mannequins pour Stockman, Londres Lancement de la chaise Slipper pour Hitch Mylius Ltd à l'exposition Spectrum Chaise Arc à l'exposition Sit 94, Londres.
- 1995 : La gamme David Collection d'objets en aluminium.
- 1996 : Coates pour la collection de vases en verre de Simon Moore.
- 1997 : Exposition Partner and Co. chaise Legover au Salon du Meuble, Milan dans le cadre de la collection Relax.
- 1998 : Descentes de lit pour Kappa Lambda.
- 1999 : Nouvelle gamme de produits inspirés du corps au Millennium Dome, y compris des objets en verre et en céramique, des bijoux et des vêtements
- 2001 : Lustre Gina, Swarovski / Slamp, Italie.
- 2002 : Vases Fiesolani, Salviati Murano, Italie.
- 2004 : Gamme de lampes Dafne, Slamp, Italie.
- 2005 : Chaise longue OXO, Hitch Milius Lustre Ginetta, Slamp, Italie.
- 2006 : Gamme de lampes Slamp:ville, Slamp, Italie.
- 2008 : Meubles pour l'agencement Hypnerotosphere, Poltronova, Italie.
- 2009 : Collection Loop, Varaschin, Italie.

### Publications
- Jonathan Glancey, Body Buildings and City Scapes, Thames & Hudson, 1999
- Nigel Coates, Guide to Ecstacity, Laurence King, 2003
- Alessandra Orlandi, Interview avec Nigel Coates, The Plan 006, 2004
- Jenny Dalton, Coates of many Colours, How To Spend It, Financial Times, 2009
- Guido Incerti, Interview avec Nigel Coates, Klat Magazine 05, 2011